# Malaria
Malaria er en infektionssygdom, som skyldes en gruppe af malariaparasitter, Plasmodium, hvoraf Plasmodium falciparum er den farligste for mennesker.
Plasmodiumparasitterne er encellede organismer, der kan leve som parasitter i blandt andet mennesker og i en bestemt slægt af stikmyg ved navn Anopheles.
Man regner med, at der i 2010 opstod omkring 216 millioner nye malariatilfælde med omkring 655.000 dødsfald på verdensplan.
Malaria er udbredt i tropiske og subtropiske områder specielt i Afrika og Sydøstasien. Der importeres 150-200 tilfælde af malaria til Danmark om året. Der har tidligere eksisteret malaria i Danmark, men sygdommen blev udryddet i slutningen af 1800-tallet. I 2018 blev 228 millioner inficeret med malaria og 405 000 døde, for det meste børn under fem år og for det meste i Afrika syd for Sahara.
Navnet malaria betyder 'dårlig luft' og kommer af, at man i mange år troede, at man blev smittet gennem "dårlig luft". Navnet blev ikke ændret selvom det blev opdaget, at malaria overføres med malariamyggen.
Det har vist sig gennem årene at Plasmodium falciparum bliver resistent mod alle lægemidler medførende stigende dødelighed.
Der er arbejdet på at udvikle vacciner mod malaria i mange år. Først i 2021 var udviklingen nået så langt at en malariavaccine kunne anbefales af Verdenssundhedsorganisationen (WHO). Endnu en vaccine blev anbefalet i 2023.

## Smitteformen
Smitteformen er såkaldt vektorbåren smitte. Ved vektorbåren smitte kan smittekilden (her plasmodium parasitten) ikke smitte direkte fra dyr (menneske) til dyr (menneske) men må have en vektor, en bærer (her myggen), til at viderebringe smitten, jf. zoonose.

## Malariaparasitten
Der findes fire typer malariaparasitter der rammer mennesker:
Plasmodium falciparum, Plasmodium vivax, Plasmodium ovale og Plasmodium malariae. Den første forårsager ondartet malaria, medens de tre andre såkaldte VMO-former forårsager godartet malaria.
Plasmodium reichenowi er en parasit der inficerer chimpanser, men ikke mennesker. Modsat forårsager Plasmodium falciparum kun en lille infektion i chimpanser.
Den nærmeste slægtning til P. vivax er Plasmodium simium, en parasit der findes hos visse aber (Alouatta fusca og Brachyteles arachnoides).
En malariaparasit kan også inficere gråspurve.
Forskere mener at menneskets malaria er opstået fra menneskeabernes Plasmodium-infektion.
Således fandt en forskergruppe i 2009 at menneskets Plasmodium ovale kan stamme fra Pan t. troglodytes, en underart af chimpansen.
Malariaparasitten har proteiner, der virker som molekylære "kroge", der for falsiparum-parasitten kaldes for PfEMP1-familien.
Disse proteiner hægter parasitten til blodårenes overfladeproteiner.
Visse undertyper af PfEMP1-familien hæfter sig til en receptor kaldet EPCR (endothelial protein C receptor).
EPCR er involveret i værtsorganismes blodkoagulering, immunrespons og integritet af celleoverfladen.

## Klassifikation
Der er en række ICD koder for malaria: B50 (Plasmodium falciparum malaria), B51 (Plasmodium vivax malaria), B52 (Plasmodium malariae malaria), B53 og B54 (andre former for malaria).

## Symptomer
Et typisk angreb af malaria har tre stadier med følgende symptomer:
1. Til at begynde med, kulderystelser – og ofte hovedpine og afkræftethed. Patienten ryster i 15-60 minutter.
2. Kulderystelserne efterfølges af feber, ofte 40 °C eller mere. Patienten er afkræftet. Delirium forekommer. Dette stadium kan vare fra adskillige timer til nogle dage.
3. Omsider begynder patienten at svede, og feberen ophører.

En ubehandlet malariapatient vil ofte opleve feber i en cyklus på 2–3 dage (afhængigt af typen af malaria), men i begyndelsen kan der være feber dagligt, og febermønsteret kan i det hele taget være uregelmæssigt eller atypisk.
Kronisk malaria kan forårsage anæmi eller forstørret milt.
For gravide er malaria specielt farlig da parasitten kan angribe moderkagen.

## Behandling og forebyggelse
Malaria kan kontroleres på følgende måder:
- Udryddelse af myggen ved hjælp af pesticider. DDT har været brugt i denne forbindelse.
- Undgåelse af myggestik ved hjælp af myggenet og myggemidler (myggeafvisende midler). Et af de effektive myggeafvisende midler hedder DEET. Andre er Autan og Mosiguard. Visse myggenet fås prepareret med myggeafvisende midler.
- Medicinering ("kemoterapeutika")

Der eksisterer en række former for malaria-medicin af vekslende effektivitet:
- Malarone er et af de mest effektive midler. Det indeholder to virksomme stoffer (atovaquan og proguanil) der supplerer hinanden. Det fremstilles af GlaxoSmithKline og er et af de dyreste malaria-midler. Det kan bruges til malaria-forebyggelse i områder hvor malariaparasitten er modstandsdygtig overfor klorokin.[13]
- Meflokin er et effektivt middel, som kan have alvorlige bivirkninger i form af personlighedsændringer såsom aggressivitet og depression. Det markedsføres under navnet Lariam af medicinalfirmaet Roche.
- Klorokin (eller chloroquin). Sælges af Actavis som Malarex.[14] Maralex anvendes også i behandlingen for leddegigt.
- Doxycyklin markedsføres som Vibradox og Vibramycin
- Paludrin
- Fansidar (Pyrimethamin kombineret med sulfadoxin)
- Artesunat
- Kinin (quinin)
- Artemisinin
- Piperaquine

Plasmodium falciparum er blevet mere og mere resistent over for en række malaria-midler. Således forekommer klorokin- og meflokinresistens. Stigende resistens ses også mod artemisinin og piperaquine.
Forfalskede eller dårlige antimalaria-midler er udbredte i visse lande og er medvirkende til den stigende malaria-resistens. For eksempel har undersøgelser i Cambodia siden 2003 af forretninger, der sælger medicinen, afsløret, at i cirka 80 % af tilfældene var anti-malaria midlet ikke registreret hos de lokale myndigheder.
Lignende undersøgelser i andre dele af Sydøstasien har også vist, at en betydelig del af præparaterne enten slet ikke indeholder det stof, som indpakningen angiver, eller indeholder for lidt i forhold til det, man skulle forvente.
Copenhagen Consensus satte i 2004 kontrollen og bekæmpelsen af malaria som fjerde prioritet ud af 10 store globale udfordringer.
Der er forsket i malariavacciner i mange år. De første lovende undersøgelser, der demonstrerede potentia40%let for en malariavaccine, blev udført i 1967 ved at immunisere mus med levende, strålingssvækkede sporozoiter, som gav musene betydelig beskyttelse ved efterfølgende injektion med normale, levedygtige sporozoitter. Siden 1970'erne har der været betydelige fremskridt i udviklingen af lignende vaccinationsstrategier til mennesker. Vaccinen RTS,S blev godkendt af Det Europæiske Lægemiddelagentur i 2015. WHO anbefalede i 2016 afprøvning af vaccinen i udvalgte områder i Ghana, Kenya og Malawi, og vaccinationer startede i disse lande i 2019. Siden oktober 2021 har WHO anbefalet at RTS,S bruges bredt til børn i områder med moderat til høj forekomst af malaria. I oktober 2023 anbefalede WHO også vaccinen R21.

## Malaria i behandling
På trods af, at malaria er en alvorlig sygdom, har den ikke desto mindre været brugt i sygdomsbehandling.
Patienter blev påført malaria og udviklede høj feber der kunne have en effekt på visse andre alvorlige sygdomme.
Den østrigske læge Julius Wagner-Jauregg modtog i 1927 Nobelprisen i fysiologi og medicin for opdagelsen af denne effekt mod syfilis,
og behandling blev foretaget på titusinder af mennesker fra 1920'erne til 1950'erne.
Også i Danmark har man beskæftiget sig med denne behandlingsmetode. Psykiateren Margrete Augusta Lomholt fik i 1944 en doktorgrad for en afhandling med titlen Clinic and Prognosis of Malaria-treated Paralysis.

## Malaria i Danmark
Som ovenfor nævnt har malaria, koldfeber eller den lollandske feber været en udbredt og alvorlig sygdom i visse dele af Danmark. I hvert fald i første halvdel af 1800-tallet og på Lolland og Falster og i Sønderjylland.
Det værste malaria-år i Danmark var 1831, hvor det samlede antal døde (den eneste gang i alle de år, man har registreret det) oversteg fødselstallet pga. et epidemisk udbrud af malaria.
Registrerede antal tilfælde af malaria i Danmark (udpluk):

| 1862: | 37996 |
| 1863: | 10703 |
| 1876: | 5917  |
| 1896: | 535   |
| 1910: | 33    |

I 1913, da sygdommen var så godt som udryddet, skrev en af deltagerne i kampen, læge Carl Adam Hansen, en artikel, der indgående behandlede fænomenet og forsøgte at forklare årsagerne til den geografiske forekomst og til sygdommens udryddelse. Han konkluderer i artiklen, at sygdommens forsvinden fra Danmark beror på flere faktorer: en effektiv behandling af de syge (kinin), lavere temperaturer (der hæmmer plasmodiets udvikling), en positiv nedadgående spiral (færre smittede = færre smittekilder) og bedre dræning (der nedsætter antallet af udklækningssteder for myggene).
Få år senere, i Lolland-Falsters historiske Samfunds Aarbog 1927, gør den danske ferskvandsbiolog, Carl Wesenberg-Lund sig til talsmand for denne (i korthed refererede) forklaring på malariaens forsvinden fra Nordeuropa: Malariamyggene suger nu først og fremmest blod fra husdyr, og derfor er smittekæden brudt. Plasmodierne kan kun udvikles i mennesker.
Danmark har nu omkring hundrede udbrud om året: 101 i 2006 og 80 i 2007.
Malaria har været den mest udbredte tropesygdom i Danmark, men i 2007 blev malaria overhalet af denguefeber med 108 tilfælde.

## Malaria i Norden
I Sverige blev malaria kaldt frossan. Carl Michael Bellman blev smittet i 1773, og beskrev symptomerne sådan i Fredmans sång nr 18:
Min hand blir is och näsan vatten,
min fot som glas, och hela natten
regerar själen yr och rädd.
40 år forinden leverede Carl von Linné sin medisinske doktorgrad med titlen Hipothesis Nova de Febrium Intermittentium Causa, hvor han fremlægger sin hypotese om, at malaria skyldes tilstopning af tarmens blodårer pga lerholdigt drikkevand. Den intermitterende feber forklares som friktion og ekstrabelastning på hjertet, der må presse blodet forbi "lerpropperne". Linné anbefalede derfor en kur bestående af diæt og afføringsmidler – skønt malaria i sig selv fremkalder løs mave.
Den sidste malariaepidemi i Norge var på Kirkøy i Hvaler kommune, i midten af 1800-tallet. Den gang var det søfolk, der bragte parasitten. På Hvaler-øerne er der tre typer myg, som kan blive bærere af den. Med et mildere klima frygter forskerne for store malariaudbrud i Østfold om tyve år. Det er især Ytre Oslofjord, som er udsat for udbrud, da der er meget ferskvand langsmed kysten, som giver myggen gode vækstvilkår.

## Malaria i Italien
Ved Italiens samling i 1861, blev Rom valgt til hovedstad, men længe gjorde malariaen dette til et omdiskuteret projekt. I Lazio-regionen, hvor Rom ligger, var i 1869 to tredjedele af befolkningen kronisk malariasyge. Indføring af nye landbrugsmetoder og bygning af jernbanelinjer førte også til sumpdannelse og yderligere flere sygdomstilfælde. Sæson-arbejderne, der i årtier var kommet til Lazio for at deltage i indhøstningen, begyndte at sky febersletterne, og da udvandring til Amerika blev en reel mulighed, foretrak mange en fremtid der. Bare i 1907 rejste en halv million italienere til Amerika, en udvandring, der tappede landet netop for den arbejdskraft, det havde brug for. Samme år begyndte opdæmningen af Tiberen hvor den løber gennem Rom, et projekt, man var tvunget til som et led i malaria-bekæmpelsen. Frihedshelten Garibaldi gik ind for at få floden ledet udenom Rom, men det projekt blev der aldrig noget af.

## Berømte personer med malaria
Alexander den Store døde muligvis af malaria i 323 f.Kr., da han er ved at planlægge et felttog. Han blev knap 33 år.
Prins Henrik af Battenberg døde i 1896 om bord på et skib på vej til Madeira efter at have pådraget sig malaria i Vestafrika.
Wilson Kipketer fik malaria mens han var på toppen af sin karriere. Det holdt ham væk fra konkurrence i omkring et halvt år.
Den amerikanske forfatter Jared Diamond har også haft malaria, og beretter at hans pølseforgiftning var mere smertefuld.
Den engelske popsanger Cheryl Cole fik konstateret malaria i juli 2010 efter et ferieophold i Afrika. På et tidspunkt lå hun og svingede mellem liv og død. I dag er hun rask og er en af til hurtigste til at slippe af med infektionen.
Den ivorianske fodboldspiller Didier Drogba fik i november 2010 konstateret malaria. Efter flere måneders ubemærkede symptomer, begyndte Chelsea-stjernen at få mavesmerter og måtte dermed holdes ude af enkelte Premier League-kampe.

### Generelle
- Lægemiddelstyrelsen, vejledning om malariaforebyggelse Arkiveret 9. juni 2008 hos  Wayback Machine.
- Netdoktor.dk om malaria,Ib Bygbjerg, Christel Nellemann.
- Udlandsvaccinationen, Sygdomme – Malaria Arkiveret 5. august 2006 hos  Wayback Machine.
- Rejsedoktor.dk, Malaria – forebyggelse Arkiveret 10. maj 2008 hos  Wayback Machine.
- Mutationer der ændrede mennesket, Videnskab.dk